# Lost Command
Lost Command (bra: A Patrulha da Esperança; prt: Os Centuriões) é um filme estadunidense de 1966, dos  gêneros drama e guerra, dirigido por Mark Robson, roteirizado por Nelson Giddin, baseado no livro Les Centurions, com música de Franz Waxman.

## Sinopse
Após a derrota na Indochina, tropa de paraquedistas franceses é enviada a Argélia onde enfrentam violentos grupos nacionalistas.

## Elenco
- Anthony Quinn ....... Tenente Coronel Pierre Raspeguy
- Alain Delon ....... Capitão Phillipe Esclavier
- George Segal ....... Tenente Mahidi
- Michèle Morgan ....... Condessa Natalie de Clairefons
- Maurice Ronet ....... Capitão Boisfeuras
- Claudia Cardinale ....... Aicha
- Grégoire Aslan ....... Dr. Ali Ben Saad
- Jean Servais ....... General Melies
- Maurice Sarfati ....... Merle
- Jean-Claude Bercq ....... Orsini (as Jean-Claude Berq)
- Syl Lamont ....... Verte
- Jacques Marin ....... Mayor
- Jean-Paul Moulinot ....... De Guyot
- Andrés Monreal ....... Ahmed
- Gordon Heath ....... Dia